# Otbatara parvula
Otbatara parvula är en insektsart som beskrevs av Irena Dworakowska 1984. Otbatara parvula ingår i släktet Otbatara och familjen dvärgstritar. Inga underarter finns listade i Catalogue of Life.